# Holocentrus adscensionis

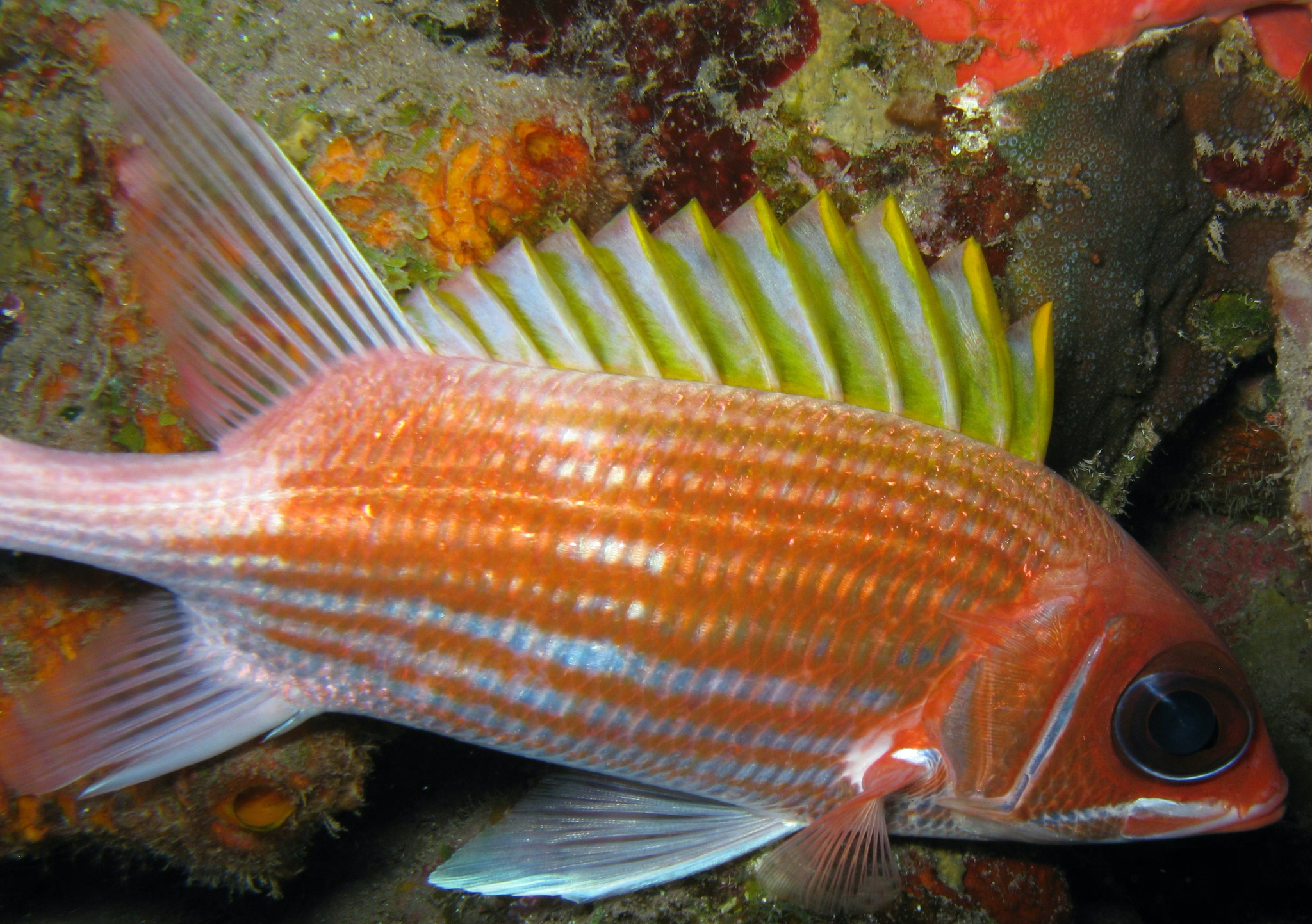
Particolare della pinna dorsale

Holocentrus adscensionis (Osbeck, 1765) è un pesce osseo marino appartenente alla famiglia Holocentridae.

## Distribuzione e habitat
H. adscensionis è diffuso nelle parti tropicali e subtropicali dell'oceano Atlantico. Lungo le coste americane è presente dalla Carolina del Nord al Brasile compresi il golfo del Messico, il mar dei Caraibi e le Bermuda mentre nella parte orientale è diffuso lungo le coste africane dal Gabon all'Angola e presso le isole di São Tomé, San Paolo, Sant'Elena e Ascensione. Non è presente nel mar Mediterraneo.
È una specie comune nell'ambiente di barriera corallina ed è presente anche dove la barriera è frammentaria o su singoli affioramenti di madrepore ed è presente, anche se con frequenza minore, anche a profondità relativamente alte.
Si incontra da 0 a 180 metri, la massima frequenza è fra 8 e 30 metri.

## Descrizione
L'aspetto generale è quello tipico degli Holocentridae : corpo affusolato, peduncolo caudale sottile, occhi molto grandi e muso appuntito. La bocca è grande e raggiunge il bordo posteriore della pupilla. Una robusta spina è presente sul preopercolo. La colorazione è rossa o rosea con striature bianche longitudinali variamente marcate e talvolta scomposte in file di macchiette; possono essere presenti sui fianchi delle fasce più chiare indistinte. Una fascia bianca verticale è presente sull'opercolo e un'altra, suborizzontale, segue la mascella superiore fino alla spina preopercolare. Una caratteristica che consente la distinzione da Holocentrus rufus, molto simile e presente solo nell'Atlantico occidentale, è l'assenza di macchie bianche sulla pinna dorsale; sui raggi spiniformi della dorsale possono esserci delle macchie giallastre terminali.
Raggiunge in via del tutto eccezionale i 61 cm di lunghezza, normalmente non supera i 25 cm.

## Biologia

### Comportamento
È una specie notturna come tutti gli Holocentridae. Durante il giorno sosta nei crepacci del substrato mentre di notte si sposta su fondi sabbiosi o ricchi di vegetazione per cacciare. È in grado di emettere suoni.

### Alimentazione
Si nutre di piccoli pesci (riportata in letteratura la predazione su individui del genere Haemulon), crostacei come gamberi e granchi, molluschi, vermi marini e altri invertebrati bentonici.

### Riproduzione
In Carolina del nord la riproduzione avviene in maggio. Uova e larve sono pelagiche, lo stadio giovanile pelagico dura circa 71 giorni.

### Predatori
Viene riportata in letteratura la predazione su H. adscensionis da parte di lampughe, tonni pinna gialla, Lutjanus analis e Antennarius multiocellatus tra i pesci e di Anous stolidus e Sterna fuscata tra gli uccelli.

## Pesca
Talvolta è ciguatossico. Si tratta di una specie di basso valore, commerciata occasionalmente per gli acquari. Viene catturata accidentalmente..

## Conservazione
Si tratta di una specie comune in tutto l'areale e soggetta a un bassissimo sforzo di pesca. Solo in limitatissime situazioni locali si hanno segni di modesta sovrapesca. Non è una specie minacciata a livello globale e la lista rossa IUCN la classifica come "a rischio minimo".